# Tāzeh Kand (ort i Ardabil)
Tāzeh Kand (persiska: تازه‌كند سبلان, تازه‌كند, Tāzeh Kand-e Sabalān) är en ort i Iran.   Den ligger i provinsen Ardabil, i den nordvästra delen av landet, 400 km nordväst om huvudstaden Teheran. Tāzeh Kand ligger 2 047 meter över havet och antalet invånare är 138.
Terrängen runt Tāzeh Kand är huvudsakligen kuperad, men västerut är den bergig. Terrängen runt Tāzeh Kand sluttar brant österut. Runt Tāzeh Kand är det ganska tätbefolkat, med 139 invånare per kvadratkilometer. Närmaste större samhälle är Sara'eyn, 10,8 km söder om Tāzeh Kand. Trakten runt Tāzeh Kand består i huvudsak av gräsmarker.